# Templo y exconvento de San Diego (Aguascalientes)
El Templo y convento de la Inmaculada Concepción (San Diego)  es un conjunto de edificios religiosos ubicado en Aguascalientes. Se trata de uno de los edificios religiosos más antiguos de la villa de Aguascalientes, fundado por los Carmelitas Descalzos, desde 1640. Consta, además del Templo de la Tercera Orden de San Francisco de Asís y del Camarín de la Inmaculada Concepción. 

## Fases constructivas
Antes de conocer en su totalidad como hoy conocemos del Templo de la Inmaculada Concepción (San Diego) y del Templo de la Tercera Orden, hubo una primera etapa de construcción, fue un convento bajo patrocinio de Don Agustín Rincón de Ortega para los carmelitas, aunque no hay una fecha exacta sobre el momento en que llegó estos a la Villa de Aguascalientes puesto que se otorgan distintas fechas de distintas fuentes confiables, pues en un informe de la sección de historia del INAH narra lo siguiente:

...como parte de un conjunto conventual para los frailes Carmelitas, bajo el patrocinio de Don Agustín Rincón de Ortega. Como en 1652 los Carmelitas finalmente desistieron de establecerse en Aguascalientes, y Don Agustín murió al año siguiente, la tarea de buscar ocupantes del ya iniciado convento pasó al presbítero y cura de la Villa, Don Pedro Rincón De Ortega, hermano y heredero del fundador. Para ello acudió a los frailes Franciscanos, con quienes realizó gestiones entre 1653 y 1656, dándose la autorización real en 1661. La toma de posesión franciscana ocurrió al año siguiente, siendo los descalzos de San Diego los encargados de la misma. Las obras continuaron todavía: el convento quedó terminado en 1667, y el templo, dedicado a Nuestra Señora de la Concepción, en 1682, todo a expensas del caudal dejado por la familia Rincón [...]. Para entonces ya había fallecido Don Pedro Rincón De Ortega, lo cual sucedió el 10 de enero de 1666, en su hacienda de Peñuelas, y fue sepultado el día 11 “en el convento”, del cual se le consideraba patrono [...].
 Benjamín García

El pórtico de entrada y la balaustrada del templo fue añadido a finales del siglo XIX, entre 1894 y 1895. Sin embargo, estos elementos fueron retirados en 1916, al mismo tiempo que se edificó un nuevo pórtico.
El 15 de enero de 1867, el edificio del convento se convirtió en la Escuela de Agricultura, antecedente del Instituto Autónomo de Ciencias y Tecnología y de la Universidad Autónoma de Aguascalientes, la cual se fundó en ese mismo edificio, en 1973.

## Edificios que constituyen el espacio

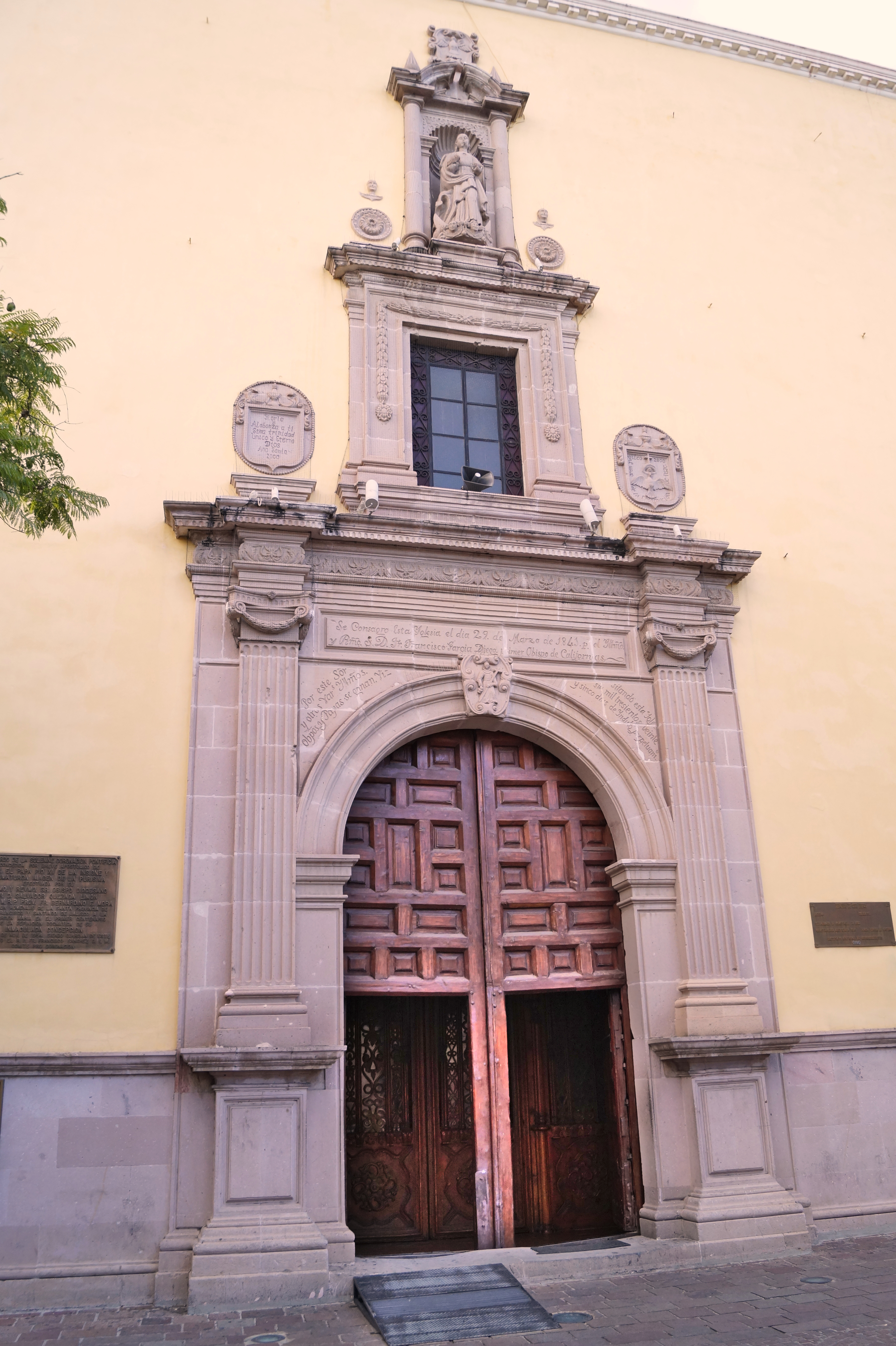
Entrada principal del Templo del Ex convento de San Diego

Este espacio arquitectónico está constituido por el Templo de San Diego, el Templo de la Tercera Orden, el ex convento de la Limpia Concepción mejor conocido con el mismo nombre del templo de San Diego, las catacumbas y el Camarín de la Inmaculada, este último es la parte que más destaca en este conjunto arquitectónico del siglo XVII.

### Templo de la Inmaculada Concepción
Este templo está ubicado en el centro histórico de la ciudad de Aguascalientes, frente al Parían y delimitado por las calles Álvaro Obregón, Benito Juárez, Rivero y Gutiérrez y José Ma. Morelos.
En el libro Estado de Aguascalientes que resguarda el Archivo Histórico de Aguascalientes, menciona el establecimiento de los Carmelitas en el templo en el año 1651, y que solo ocuparon este lugar durante un año, para después ser ocupado por los franciscanos de San Diego en el año de 1664.

El Templo de San Diego en su interior cuenta con elementos iconográficos relacionados con el misterio y letanía mariana, posee cuatro altares de madera policromados dedicados a San Joaquín. [...] Su armonioso estilo corresponde al Barroco Neoclásico. La austeridad de su fachada contrasta con su riqueza ornamental. Dentro de la sacristía se localizan excelentes obras pictóricas coloniales de la vida de San Francisco, obras del artista Juan Correa, quien tuvo preferencia por obras de grandes dimensiones. En la parte posterior del Templo, se localiza el Camarín de la Virgen Inmaculada Concepción, cuya imagen se venera en el altar principal. [...] Sobre el atrio en la entrada lateral poniente del Templo existe un nicho de cantera donde antiguamente se veneraba la Imagen de San Antonio de Padua.

En la sacristía del Templo de San Diego, hay una serie de pinturas, dentro las que destaca Escenas de la vida de San Francisco de Juan Correa.

### Convento
El Convento de San Diego fue fundado en 1664; sin embargo, fue hasta el siglo XVIII que el edificio fue terminado, y los dieguinos alcanzaron un florecimiento pleno en Aguascalientes, a partir de la expansión de la Tercera Orden.
Sobre la construcción del convento, hay al menos tres tipos de obra, la primera es la del espacio conventual como tal, la segunda se trata de los adornos de dicho espacio, y la tercera se trata de los objetos para el buen funcionamiento del convento, como lo son "las campanas que de una u otra forma eran la voz de la comunidad dieguina."

### El Camarín de la Inmaculada

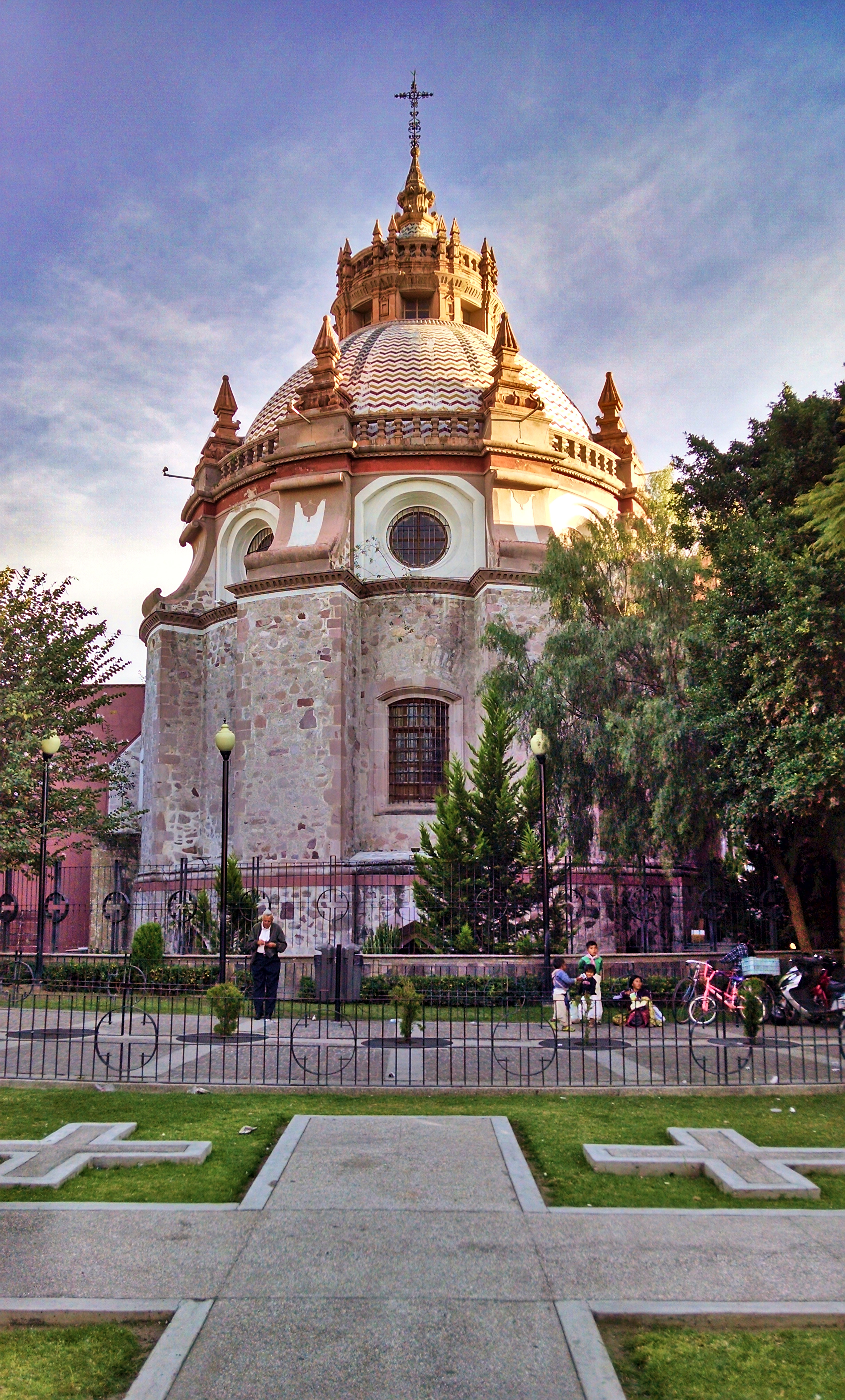
Vista del Camarín de la Inmaculada en el Templo de San Diego

El Camarín de la Inmaculada del templo de San Diego, es considerado quizás el último edificio de su tipo de la Nueva España, pues conjuga elementos barrocos y neoclásicos armoniosamente. La construcción del Camarín en una planta circular con la cúpula esférica sobre tambor, los patrones geométricos clasicistas y resabios del estípite y este mismo incluso las fechas de su construcción le hacen ser un edificio atípico y único. Su construcción se inició el 2 de septiembre de 1792, terminando en abril de 1797.
El Camarín es una capilla que tiene como finalidad ser el lugar en el que se cambian las vestimentas de la Virgen. En su edificación posee como remate una gran cúpula. La edificación del camarín fue realizada por el Teniente Coronel del Regimiento de Dragones de Nueva Galicia, Juan Francisco Calera, quien fungía como síndico del Convento de la Inmaculada Concepción.

El Camarín de la Virgen de San Diego se edificó atrás del templo de San Diego a fines del siglo XVIII. Es un sobresaliente ejemplo de la arquitectura barroca de Aguascalientes, notable por su gran cúpula; el Camarín fue construido entre 1792 y 1795 a expensas del capitán Juan Francisco Calera, a fin de que en él se efectuaran los cambios de vestimenta de la Inmaculada Concepción que se venera en el altar mayor del Templo de San Diego. En enero de 1779 fue bendecido por don Juan Ruiz de Cabañas, obispo de Guadalajara, celebrándose entonces la primera misa en este recinto.

### Catacumbas del Camarín de la Inmaculada Concepción (San Diego de Alcalá)
Durante la época colonial era común que las personas enterraran a los difuntos en “tierras santas” y eso se refiere a los templos y conventos, específicamente en los atrios. En el caso del Templo de San Diego, se ubicaron sus catacumbas en el Camarín de la Inmaculada.

En el año de 1649, por aprobación del XXIII Capítulo General de la Orden de los Carmelitas Descalzos, celebrada en Alcalá de Henares, se da inicio a las obras del Conjunto Conventual de la Limpia Concepción de la Villa de las Aguas Calientes junto con el templo que ahora conocemos como San Diego, ubicado en la calle Rivero y Gutiérrez, en el Centro Histórico. Junto con la construcción de éste también se comenzó a trabajar en las criptas para el enterramiento de laicos y religiosos. Por ignotas causas la obra fue suspendida en el año de 1652.

La información sobre esta parte del templo no es abundante, pero hay una investigación que hicieron por parte de la Secretaría de Obras Públicas del Estado de Aguascalientes para la restauración y recuperación de la zona.
Esta parte del Templo se subdivide en dos secciones, la primera es donde actualmente se pueden encontrar nichos con restos óseos y cenizas de difuntos, todos de diferentes épocas, esta parte corresponde a las criptas. La segunda parte es un pasillo donde se encuentran entierros de la época de los siglos XVII al XIX.

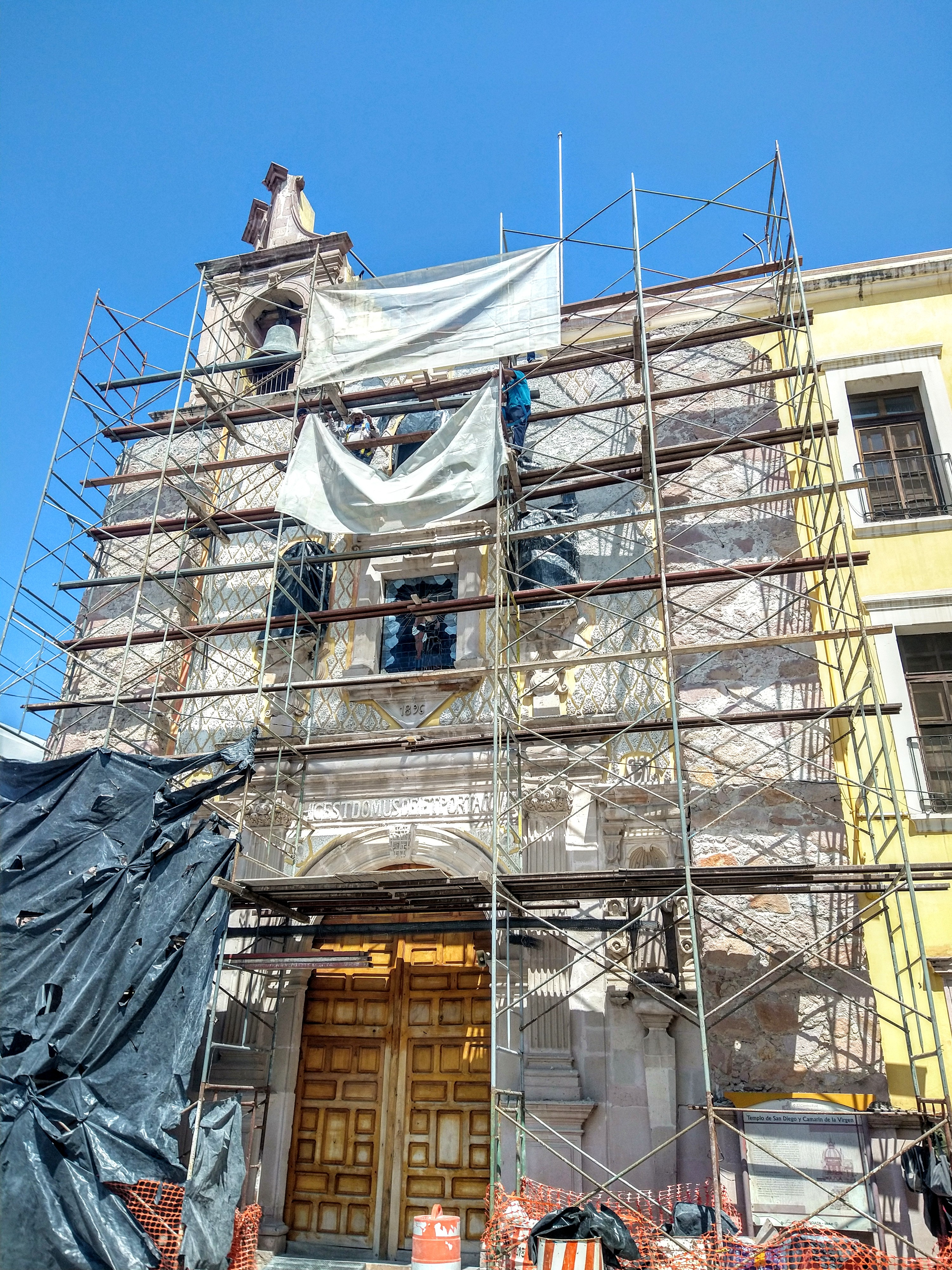
Fachada del Templo de la Tercera Orden en fase de rehabilitación.

En la parte baja del Camarín se localizan las misteriosas catacumbas, con sus fríos pasadizos, nichos, y capillas perimetrales, donde se conservan los restos del Padre Fray Jose Záinz de la Peña, guardián del convento en 1796, cuyo cuerpo se encuentra momificado aun en la cripta del Templo de San Diego.

### Templo de la Tercera Orden (VOT)
Desde que se fundó la orden de los terceros, estos realizaban sus actividades litúrgicas y sus reuniones en las dependencias del templo de San Diego, así como del convento. En el año de 1724, los Terceros decidieron realizar su propio espacio que contaría con capilla y dependencias necesarias.
Muchas fuentes e historiadores dicen que el inicio de la construcción del Templo de la Tercera Orden data de 1740, pero desde antes ya se hallaban registros donde trataban los asuntos sobre la construcción de este lugar de culto. Este se ubicaba del lado poniente del templo de San Diego donde aún era parte del cementerio.
Un documento del año 1724 muestra la Mesa de junta especial donde se ponía en cuestión la ubicación y terreno del templo, y donde pedían al regidor de la Villa, Nicolás de Esparza, dos varas de la calle ya que el terreno que les proporcionaron para construir su templo no cumplía con las especificaciones para poder construir correctamente la capilla.
A principios de 2020, el ayuntamiento de Aguascalientes comenzó obras de rehabilitación en el templo de la Tercera orden, coordinados por el INAH.

## Galería
|                    |
| Fachada del templo |

|                     |
| Interior del templo |

|                      |
| Vista del exconvento |

|                   |
| Vista de la torre |